# 北村三郎
北村 三郎 （きたむら さぶろう、1937年8月25日 - 2020年2月6日） は、日本の俳優・演出家。本名は、高宮城 實（実）政 （たかみやぎ じっせい）。

## 略歴
沖縄県北谷村出身。1956年、ときわ座へ入団して沖縄芝居の世界に入る。翌年、大伸座に移籍する。その後、本土に渡り、大路恵美子一座の座員として舞台に立つ。1971年、森田豊一や平良進らと劇団「潮」を旗揚げした。野村流古典音楽保存会師範、ラジオのパーソナリティーなどとしても活動し、沖縄を舞台とした多くのドラマ・映画に出演した。2001年、芝居塾「ばん」を結成し、若手の育成にもあたった。
2011年9月14日、酒気帯び運転の容疑で逮捕。3日後の9月17日に放送開始予定だったローカルヒーロー番組『ハルサーエイカー』にヒロインの祖父役で出演予定だったため、その放送が白紙になった。沖縄タイムス芸術選賞奨励賞及び大賞を受賞。
2020年2月6日、急性心筋梗塞のため死去。享年82。
息子の高宮城実人（たかみやぎ さねひと）も俳優であり、NHK-BS時代劇『テンペスト』で首里城の門番役で出演した。

## 出演

### テレビドラマ
- 走れ!ケー100 （1973年、TBS）
- 何時の日ぞ （1982年、沖縄テレビ）
- 海の群星 （むりぶし）（1988年、NHK）
- 白旗の少女 （1990年、フジテレビ）
- あけぼの荘の人々 （2001年、沖縄テレビ）
- あけぼの荘の人々パートV （2005年、沖縄テレビ）
- ひめゆり隊と同じ戦火を生きた少女の記録 最後のナイチンゲール （2006年、日本テレビ）

### 映画
- パラダイスビュー （1985年）
- 嘉手苅林昌 唄と語り （1995年）
- 深呼吸の必要 （2004年）
- 風音（ふうおん）（2004年）
- クリアネス （2007年）
- 大きな古時計 劇場版（2022年）

### ラジオ
- 民謡で今日拝なびら（RBCiラジオ）

## カセット・CD
- たうちー一代

本人が主演を務める闘鶏バカの主人公の舞台、『タウチー一代　蹴られた男』のテーマソング。作詞は、舞台の作・演出を担当している上原直彦。
歌詞と歌詞の間に、本人の台詞が挿入されている。

### 収録カセット・CD
- 『沖縄民謡名選集2』（マルフクレコード） CCF-62（カセット）、ACD-15（CD）
- 『新歌特集　20曲』（ンナルフォンレコード） AC-7（カセット）
- 『RBC創立40周年記念盤　綾うた　上原直彦作詞集』（マルフクレコード） 40ACD-1

## 制作
- ゆかいな海賊大冒険 （1982年・1983年・1984年、演出 ： 千葉真一） ※ジャパンアクションクラブ （JAC）ミュージカル